# Мозамбикски проток
Мозамбикския проток (на малгашки: Lakandranon'i Mozambika, на португалски: Canal de Moçambique, на френски: Canal du Mozambique) е проток в западната част на Индийския океан между Континентална Африка (по брега на Мозамбик) на запад и остров Мадагаскар на изток. Това е най-големият проток на Земята. Дължината му е около 1670 km. В най-тясната си част протокът е с ширина 460 km., а в най-широката си достига до 950 km. Най-дълбоката му точка е 3292 m. През него преминава течение в посока север – юг със скорост 1 – 1,5 възела. Най-важните пристанища са Мозамбик и Бейра (в Мозамбик), Мадзунга (в Мадагаскар).

## Граници на протока
Международната хидрографска организация определя пределите на Мозамбикския проток по следния начин:
На север: линията от устието на река Рувума(10°28′ ю. ш. 40°26′ и. д. / 10.466667° ю. ш. 40.433333° и. д.), през нос Пак-Хабу, най-северната точка на остров Нгазиджа (Гранд Комор), северната част на Коморските острови, до нос Кап д'Амбър (11°57′ ю. ш. 49°17′ и. д. / 11.95° ю. ш. 49.283333° и. д.), северния край на Мадагаскар .
На изток: западния бряг на Мадагаскар.
На юг: линия от нос Сент-Мари (25° ю. ш. 45° и. д. / 25° ю. ш. 45° и. д.), южния край на Мадагаскар до нос Понта ду Ору на континента (26°53′ ю. ш. 32°56′ и. д. / 26.883333° ю. ш. 32.933333° и. д.).
На запад: крайбрежието на Южна Африка.

## Острова в протока
- Коморски острови
- Задморски територии на Франция: острови – Майотта, Бан дю Гейзер, Глорьоз, Жуан да Нова, Европа, Басас да Индия

38°52′15.6″ с. ш. 77°03′21.6″ з. д. / 38.871° с. ш. 77.056° з. д.
| Портал | Портал „Африка“ съдържа още много статии, свързани с Африка. Можете да се включите към Уикипроект „Африка“. |